# Basadonna
I Basadonna furono una famiglia patrizia veneziana, annoverata fra le cosiddette Case Nuove.

## Storia
Le cronache tradizionali ritengono che la famiglia Basadonna fosse di origine romana. 
Fuggiti da Altino a seguito del terribile saccheggio del 452 compiuto dagli Unni di Attila, i Basadonna si sarebbero stabiliti inizialmente sull'isola di Burano. Altre fonti, invece, li fanno giungere a Burano da Muggia, esercenti l'attività mercantile. Membri del Maggior Consiglio prima della serrata, vi rimasero anche dopo il 1297. Diedero a Venezia alcuni tribuni. 
Apparteneva a questo casato la N.D. Maria Basadonna, madre dell'ultimo doge Lodovico Manin.
Ancora presenti in seno al Maggior Consiglio nel 1797, anno della caduta della Serenissima, i Basadonna non compaiono, tuttavia, tra le famiglie confermate nobili dal Governo imperiale austriaco.

## Membri illustri
- Pietro Basadonna (1617 - 1684), cardinale della Chiesa Cattolica
- Francesco Basadonna (XVII sec.), provveditore in Istria e restauratore del borgo di Draguccio
- Maria Basadonna (XVIII sec.), madre del doge Ludovico Manin

## Luoghi e architetture
- Palazzo Basadonna, a San Polo
- Palazzo Basadonna, a Castello
- Palazzo Basadonna Giustinian Recanati, a Dorsoduro
- Palazzo Basadonna Manin, a Padova
- Villa Barbaro Basadonna Manin Giacomelli Volpi, a Maser
- Villa Basadonna Pasqualigo, a Monselice